# بیوناتس
بیوناتس (به ایتالیایی: Bionaz) یک کومونه در ایتالیا است که در واله دائوستا واقع شده‌است.

## خصوصیات
بیوناتس ۱۴۲٫۸۲ کیلومترمربع مساحت و ۲۴۱ نفر جمعیت دارد و ۱٬۶۰۶ متر بالاتر از سطح دریا واقع شده‌است.